# Quinzanas
Quinzanas ist eines von 15 Parroquias in der Gemeinde Pravia der autonomen Region Asturien in Spanien.
 Die 77 Einwohner (2011) leben in 12 Dörfern/Weilern auf einer Fläche von 2,61 km². Quinzanas, der Hauptort der gleichnamigen Parroquia liegt 4,3 km von der Gemeindehauptstadt entfernt. Der Rio Narcea passiert das Parroquia.

## Sehenswürdigkeiten
- Palacio de Francos (Palast)
- Pfarrkirche Santa María in Quinzanas mit Malereien aus den Anfängen des 15. Jahrhunderts. Die Grundsteinlegung geht auf das 7. Jahrhundert zurück.

## Dörfer und Weiler im Parroquia
Die hier aufgeführten Weiler, sind letztlich „Vororte“ der Dorfgemeinde die nur noch innerhalb des Parroquia geführt werden.
- Docina
- La Vallina
- Entrelaiglesia
- La Reguera
- La Brueva
- El Estornin
- Tranvaregueras
- La Xuiría
- La Cuesta
- El Xardín
- Serrapiu
- Vegañán